# Tokarjowka
Tokarjowka (russisch Токарёвка) ist eine Siedlung städtischen Typs in der Oblast Tambow in Russland mit 6929 Einwohnern (Stand 14. Oktober 2010).

## Geographie
Der Ort liegt knapp 90 km Luftlinie südsüdwestlich des Oblastverwaltungszentrums Tambow unweit der Quelle des linken Bitjug-Nebenflusses Ertil.
Tokarjowka ist Verwaltungszentrum des Rajons Tokarjowski sowie Sitz der Stadtgemeinde (gorodskoje posselenije) Tokarjowski possowet, zu der außerdem die Dörfer Krasnyje Luschki (7 km östlich), Rasswet (9 km südöstlich) und Starogrjasnoje (südwestlich anschließend) gehören.

## Geschichte
Der Ort wurde erstmals 1811 als wenige Jahre zuvor von Umsiedlern aus der Region (Gebiet um Bondari und Kirsanow) gegründetes Dorf erwähnt. Es war anfangs auch der alternative Name Naumowka in Gebrauch, nach der Mitte des 19. Jahrhunderts auch Mitropolje. Einen wirtschaftlichen Aufschwung nahm das Dorf mit der Vorbeiführung der Eisenbahnstrecke Grjasi – Zarizyn Ende der 1860er-Jahre, als dort die Station Tokarjowka eröffnet wurde, um die eine gleichnamige Siedlung wuchs.
Im Juni 1928 wurde das aus dem ursprünglichen Dorf und der Siedlung bei der Bahnstation vereinigte Tokarjowka Verwaltungssitz eines neu geschaffenen, nach ihm benannten Rajons. 1968 erhielt der Ort den Status einer Siedlung städtischen Typs.

### Bevölkerungsentwicklung
| Jahr | Einwohner |
| ---- | --------- |
| 1897 | 2521      |
| 1939 | 4499      |
| 1959 | 6530      |
| 1970 | 7027      |
| 1979 | 7555      |
| 1989 | 8111      |
| 2002 | 7441      |
| 2010 | 6929      |

Anmerkung: Volkszählungsdaten (1897 Dorf und Siedlung)

## Verkehr
Tokarjowka besitzt einen Bahnhof bei Kilometer 575 der auf diesem Abschnitt 1871 eröffneten Eisenbahnstrecke (Moskau –) Grjasi – Wolgograd. Nach Norden in Richtung Snamenka und nach Osten besteht über Regionalstraßen Verbindung zur etwa 50 beziehungsweise 35 km entfernt verlaufenden föderalen Fernstraße R22 Kaspi Kaschira (bei Moskau) – Wolgograd – Astrachan. Der Bahnstrecke nach Südosten folgt eine Regionalstraße ins knapp 30 km entfernte benachbarte Rajonzentrum Scherdewka.